# Ban-de-Laveline
Ban-de-Laveline è un comune francese di 1 313 abitanti situato nel dipartimento dei Vosgi nella regione del Grand Est.

## Origini del nome
Con decreto presidenziale del 15 agosto 1903, il comune di Laveline ha adottato il nome definitivo di Ban-de-Laveline.

## Storia

### Simboli
L'azzurro e il pesce simboleggiano l'abbondanza d'acqua del luogo. La L maiuscola e l'avellana (aveline), il frutto del nocciolo, compongono il nome della località. Le sedie (bancs) sono un gioco di parole per ban ("banno") di Laveline.

## Società

### Evoluzione demografica
Abitanti censiti